# Leichtathletik-Weltmeisterschaften 2022/4 × 400 m Mixed

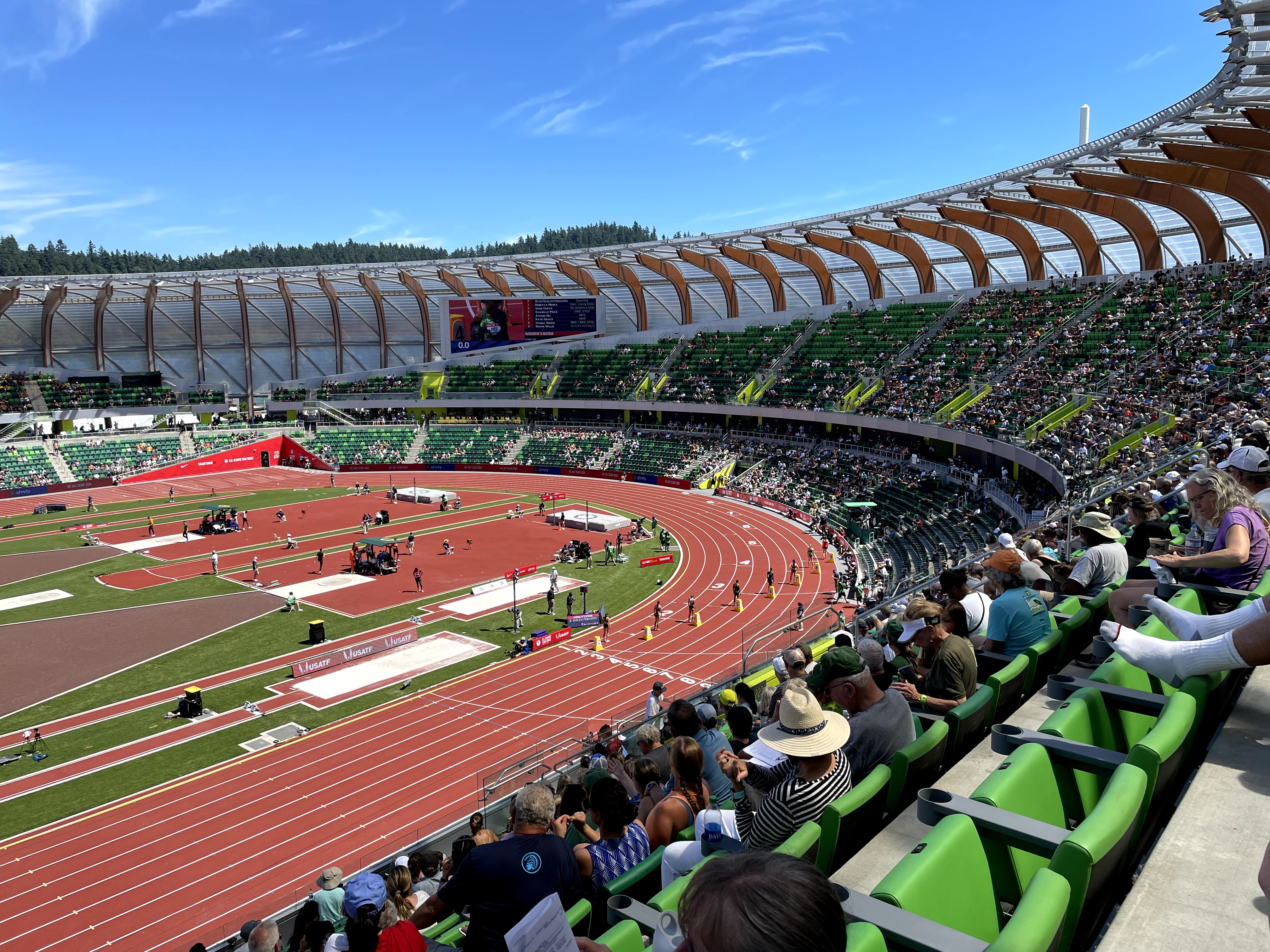
Das Stadion New Hayward Field im Jahr 2021

Die 4-mal-400-Meter-Mixed-Staffel bei den Leichtathletik-Weltmeisterschaften 2022 wurde am 15. Juli 2022 im Hayward Field der Stadt Eugene in den Vereinigten Staaten ausgetragen.
Weltmeister wurde die Dominikanische Republik (Lidio Féliz,  Marileidy Paulino, Alexander Ogando,  Fiordaliza Cofil).

Den zweiten Platz belegten die Niederlande mit Liemarvin Bonevacia, Lieke Klaver, Tony van Diepen und Femke Bol (Finale) sowie der im Vorlauf außerdem eingesetzten Eveline Saalberg.

Bronze ging an die Vereinigten Staaten in der Besetzung Elija Godwin, Allyson Felix (Finale), Vernon Norwood und Kennedy Simon sowie der im Vorlauf außerdem eingesetzten Wadeline Jonathas.
Auch die nur im Vorlauf eingesetzten Läuferinnen erhielten entsprechendes Edelmetall. Rekorde und Bestleistungen standen dagegen nur den tatsächlich laufenden Athletinnen zu.

## Rekorde

### Bestehende Rekorde
| Weltrekord               | 3:09,34 min | USA (Wilbert London, Allyson Felix, Courtney Okolo, Michael Cherry) | WM Doha, Katar | 29. September 2019 |
| Weltmeisterschaftsrekord | 3:09,34 min | USA (Wilbert London, Allyson Felix, Courtney Okolo, Michael Cherry) | WM Doha, Katar | 29. September 2019 |

Der bestehende WM-Rekord wurde bei diesen Weltmeisterschaften nicht erreicht. Es gab zwei Weltjahresbestleistungen:
- 3:11,75 min – USA (), erster Vorlauf am 15. Juli
- 3:09,82 min – Dominikanische Republik (Lidio Féliz, Marileidy Paulino, Alexander Ogando, Fiordaliza Cofil), Finale am 15. Juli

### Rekordverbesserungen
Es wurden zwei Landesrekorde aufgestellt.
- 3:09,82 min – Dominikanische Republik (Lidio Féliz, Marileidy Paulino, Alexander Ogando, Fiordaliza Cofil), Finale am 15. Juli
- 3:09,90 min – Niederlande (Liemarvin Bonevacia, Lieke Klaver, Tony van Diepen, Femke Bol), Finale am 15. Juli

## Vorrunde
15. Juli 2022
Die Vorrunde wurde in zwei Läufen durchgeführt. Die ersten drei Staffeln pro Lauf – hellblau unterlegt – sowie die darüber hinaus zwei zeitschnellsten Teams – hellgrün unterlegt – qualifizierten sich für das Finale.

### Vorlauf 1
15. Juli 2022, 11:45 Uhr Ortszeit (20:45 Uhr MESZ)
| Platz | Staffel        | Besetzung                                                                            | Zeit (min) |
| ----- | -------------- | ------------------------------------------------------------------------------------ | ---------- |
| 1     | USA            | Elija Godwin Kennedy Simon Vernon Norwood Wadeline Jonathas (Vorlauf)                | 3:11,75 WL |
| 2     | Niederlande    | Liemarvin Bonevacia Lieke Klaver Tony van Diepen Eveline Saalberg (Vorlauf)          | 3:12,63    |
| 3     | Polen          | Kajetan Duszyński Iga Baumgart-Witan (Vorlauf) Karol Zalewski Justyna Święty-Ersetic | 3:13,70    |
| 4     | Italien        | Lorenzo Benati Ayomide Folorunso Brayan Lopez Alice Mangione                         | 3:13,89    |
| 5     | Nigeria        | Samson Oghenewegba Nathaniel Patience Okon George Dubem Amene Imaobong Nse Uko       | 3:14,59    |
| 6     | Großbritannien | Joe Brier Zoey Clark Alex Haydock-Wilson Laviai Nielsen                              | 3:14,75    |
| 7     | Belgien        | Alexander Doom Camille Laus Christian Iguacel Helena Ponette                         | 3:16,01    |
| 8     | Japan          | Yuki Joseph Nakajima Nanako Matsumoto Ryuki Iwasaki Mayu Kobayashi                   | 3:17,31    |

### Vorlauf 2
15. Juli 2022, 11:56 Uhr Ortszeit (20:56 Uhr MESZ)
| Platz | Staffel                 | Besetzung                                                                   | Zeit (min) |
| ----- | ----------------------- | --------------------------------------------------------------------------- | ---------- |
| 1     | Dominikanische Republik | Lidio Féliz Fiordaliza Cofil Alexander Ogando Marileidy Paulino             | 3:13,22    |
| 2     | Irland                  | Christopher O’Donnell Sophie Becker Jack Raftery Rhasidat Adeleke (Vorlauf) | 3:13,88    |
| 3     | Jamaika                 | Demish Gaye Roneisha McGregor (Vorlauf) Karayme Bartley Tiffany James       | 3:13,95    |
| 4     | Spanien                 | Iñaki Cañal Sara Gallego Óscar Husillos Eva Santidrián                      | 3:16,14    |
| 5     | Deutschland             | Patrick Schneider Corinna Schwab Marvin Schlegel Alica Schmidt              | 3:16,80    |
| 6     | Brasilien               | Douglas Mendes Tiffani Marinho Vitor Hugo de Miranda Tábata de Carvalho     | 3:18,19    |
| 7     | Bahamas                 | Bradley Dormeus Megan Moss Alonzo Russell Doneisha Anderson                 | 3:19,73    |
| DNS   | Südafrika               |                                                                             |            |

## Finale

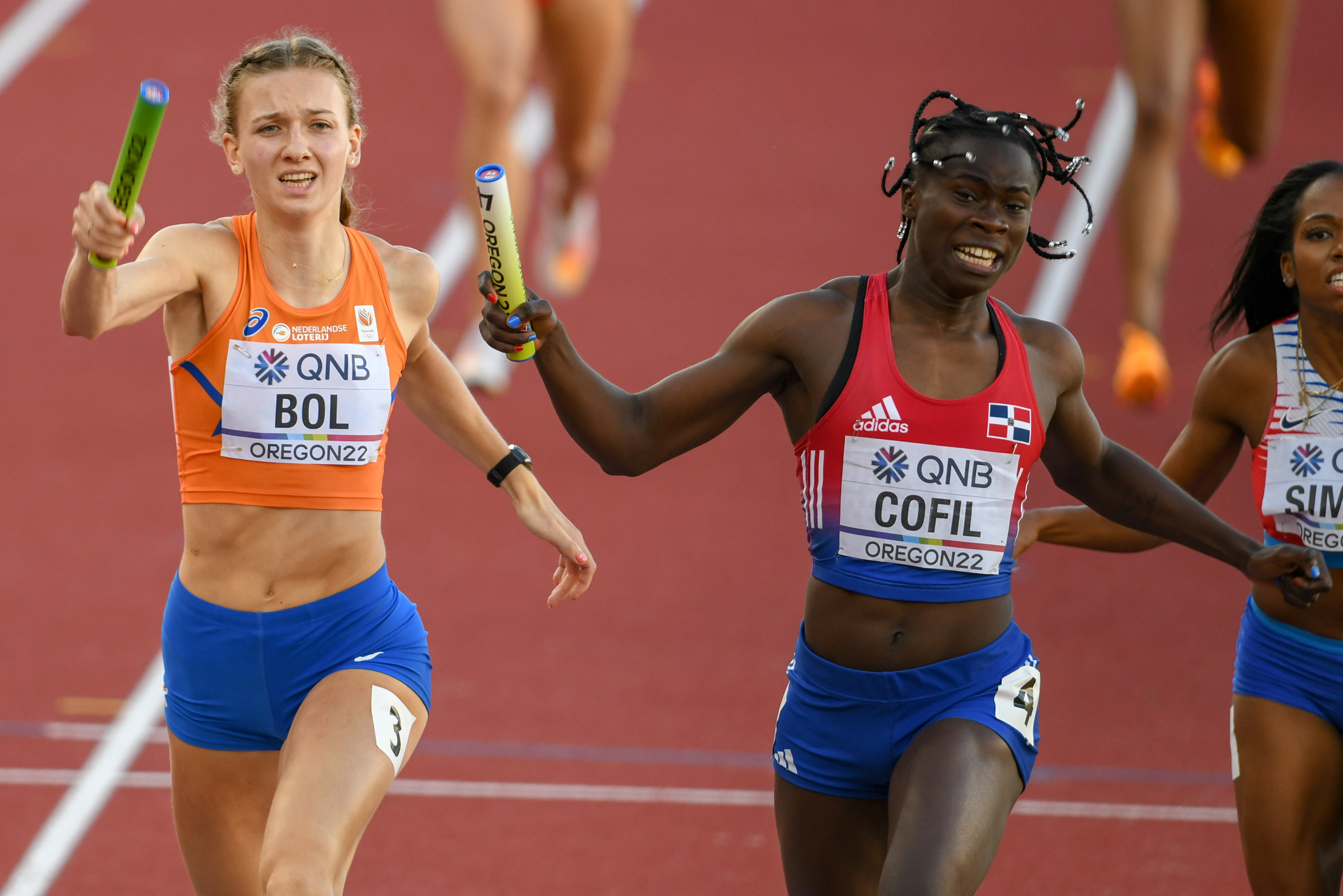
Fiordaliza Cofil für die Dominikanische Republik im Ziel knapp vor der Niederländerin Femke Bol

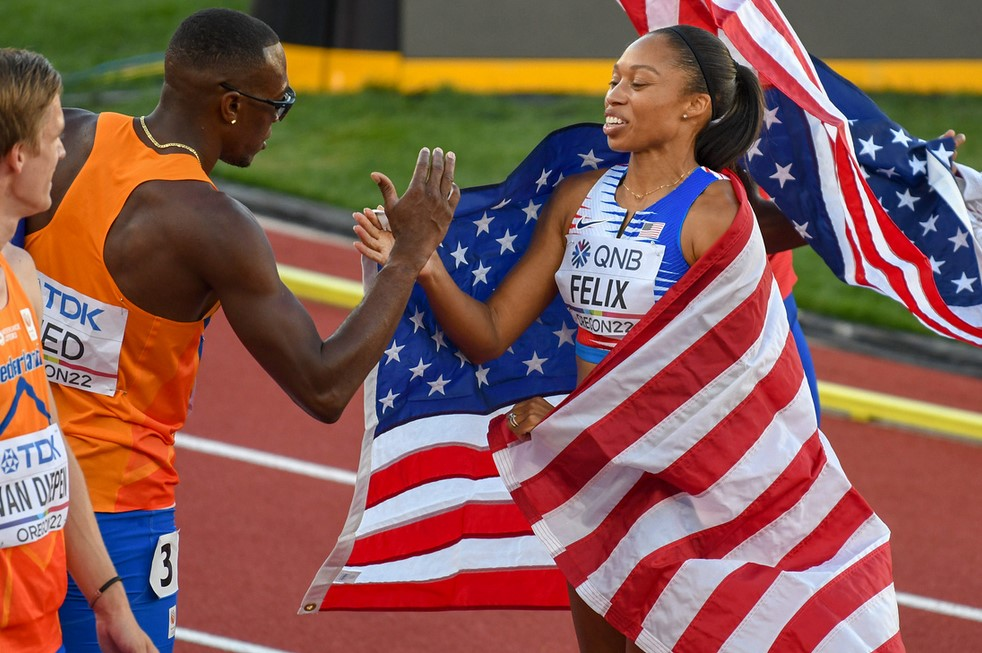
Allyson Felix mit den beiden Niederländern Tony van Diepen (links) und Liemarvin Bonevacia

15. Juli 2022, 19:50 Uhr Ortszeit (16. Juli 2022, 4:50 Uhr MESZ)
| Platz | Staffel                 | Besetzung | Zeit (min)    |
| ----- | ----------------------- | --- | ------------- |
| 1     | Dominikanische Republik | Lidio Féliz Marileidy Paulino Alexander Ogando Fiordaliza Cofil                                                            | 3:09,82 WL/NR |
| 2     | Niederlande             | Liemarvin Bonevacia Lieke Klaver Tony van Diepen Femke Bol (Finale) im Vorlauf außerdem: Eveline Saalberg                  | 3:09,90 NR    |
| 3     | USA                     | Elija Godwin Allyson Felix (Finale) Vernon Norwood Kennedy Simon im Vorlauf außerdem: Wadeline Jonathas                    | 3:10,16       |
| 4     | Polen                   | Karol Zalewski Justyna Święty-Ersetic Kajetan Duszyński Natalia Kaczmarek (Finale) im Vorlauf außerdem: Iga Baumgart-Witan | 3:12,31       |
| 5     | Jamaika                 | Demish Gaye Tiffany James Karayme Bartley Stacey-Ann Williams (Finale) im Vorlauf außerdem: Roneisha McGregor              | 3:12,71       |
| 6     | Nigeria                 | Samson Oghenewegba Nathaniel Imaobong Nse Uko Dubem Amene Patience Okon George                                             | 3:16,21       |
| 7     | Italien                 | Lorenzo Benati Ayomide Folorunso Brayan Lopez Alice Mangione                                                               | 3:16,45       |
| 8     | Irland                  | Christopher O’Donnell Sophie Becker Jack Raftery Sharlene Mawdsley (Finale) im Vorlauf außerdem: Rhasidat Adeleke          | 3:16,86       |

## Video
- The Mixed 4x400m relay Final at the world champs Eugene 2022, youtube.com, abgerufen am 31. August 2022